# Szkolenie wojskowe
Szkolenie wojskowe – całościowe ujęcie procesów związanych z przekazaniem wiedzy potrzebnej do służby wojskowej. Obejmuje zarówno wiedzę potrzebną do służby w okresie pokojowym, jak i w okresie wojny. Realizuje się je poprzez nauczanie w szkołach wojskowych i jednostkach liniowych. Jest ono immanentnie związane ze służbą wojskową. Częstokroć od odpowiedniego wyszkolenia warunkuje się możliwość awansu na kolejny stopień wojskowy.

## Formy szkolenia wojsk
Formy szkolenia stanowią zewnętrzną, organizacyjną stronę szkolenia, określającą warunki w jakich przebiega proces nauczania. Odpowiadają one na pytanie: kogo, gdzie, kiedy, w jakim układzie szkolić, aby osiągnąć cel dydaktyczny. Forma szkolenia określa więc zewnętrzny model zajęcia, natomiast nie wyjaśnia jak szkolić.
Do najczęściej stosowanych form szkolenia należą:
- musztra bojowa;
- zajęcia (ćwiczenia) praktyczne (blokowe, potokowe, zintegrowane);
- treningi;
- ćwiczenia taktyczne;
- ćwiczenia taktyczno-specjalne.

## Metody szkolenia
Metoda nauczania to naukowo opracowany sposób przekazywania wiedzy szkolonym w celu wyposażenia ich w wiadomości, wyrobienia umiejętności oraz nawyków. Metody nauczania odpowiadają na pytanie „jak uczyć”, czyli w jaki sposób należy przekazywać wiedzę, aby umożliwić jej opanowanie oraz zapewnić kształtowanie odpowiednich umiejętności, pożądanych nawyków, postaw i cech charakteru.
Metody szkolenia stosowane w wojsku:
- podające:

wykład (informacyjny, problemowy, konserwatoryjny), pogadanka, dyskusja i opis
- poglądowe:

pokaz przedmiotów, pokaz działania (ćwiczenia), pokaz terenu, pokaz obrazów (rysunków, szkiców)
- praktyczne:

ćwiczenia, mające na celu zarówno wyrobienie określonych umiejętności praktycznych niezbędnych na polu walki, posługiwanie się uzbrojeniem i sprzętem wojskowym, jak również kształtowanie sposobu myślenia w kategoriach taktyczno-operacyjnych, zwłaszcza wykorzystanie wiedzy do rozwiązywania złożonych problemów pola walki
- problemowe: 
  - metoda przypadku
przedstawienie uczestnikom zajęć  autentycznego lub fikcyjnego zdarzenia, w którym powinno się dostrzec problemy do rozwiązania
  - metody aktywizujące:

metoda sytuacyjna
metoda inscenizacyjna
dyskusja związana z wykładem
dyskusja „okrągłego stołu”
Przy doborze metod szkolenia należy kierować się zasadą „W nauczaniu ta metoda jest właściwa, która jest skuteczna”. Należy dobierać stopień trudności metody nauczania do stopnia trudności wiedzy, którą zamierza się przekazać; w czasie prowadzenia zajęć stosować różne metody nauczania, używać tylko tych metod nauczania, które są dobrze znane organizatorowi szkolenia i dostosowywać metody do zakładanego celu szkolenia.